# Маликово (Башкортостан)
Маликово (баш. Малик) — деревня в Караидельском районе Республики Башкортостан Российской Федерации. Входит в состав Староакбуляковского сельсовета. 

## География

### Географическое положение
Расстояние до:
- районного центра (Караидель): 27 км,
- центра сельсовета (Старый Акбуляк): 9 км,
- ближайшей ж/д станции (Щучье Озеро): 84 км.

## Население
| 2002 | 2009 | 2010 |
| ---- | ---- | ---- |
| 24   | ↘16  | ↘13  |

Национальный состав
Согласно переписи 2002 года, преобладающая национальность — башкиры (92 %).